# Star Plus
 (mai 2015).
Si vous disposez d'ouvrages ou d'articles de référence ou si vous connaissez des sites web de qualité traitant du thème abordé ici, merci de compléter l'article en donnant les références utiles à sa vérifiabilité et en les liant à la section « Notes et références ».
Star Plus est une chaîne de télévision indienne détenue par le groupe STAR India network, filiale de la  21st Century Fox. La chaîne diffuse des programmes de variétés tels que des séries, des émissions de télé réalité.

## Actuellement diffusées

### Séries
- Shital Kya Kehlata Hai
- Diya Aur Baati Hum
- Gulmohar Grand
- Dosti... Yaariyan... Manmarziyan
- Ek Veer Ki Ardaas...Veera
- Iss Pyaar Ko Kya Naam Doon?...Ek Baar Phir
- Nisha Aur Uske Cousins
- Suhani Si Ek Ladki
- Saath Nibhana Saathiya
- Tu Mera Hero
- Tere Sheher Mein
- Yeh Rishta Kya Kehlata Hai
- Yeh Hai Mohabbatein
- Iss Pyar Ko Kya Naam Doon

### Émission de télé réalité
- Nach Baliye 7

## Émissions qui ont été diffusées
- Aajaa Mahi Vay
- Aap Ki Kachehri
- Akkad Bakkad Bambey Bo
- Antakshari - The Great Challenge
- Arjun
- Arre Deewano Mujhe Pehchano
- Arts Plus
- Baa Bahoo Aur Baby
- Bhabhi
- Bol Baby Bol
- Burey Bhi Hum Bhale Bhi Hum
- Chala Change Ka Chakkar
- Chand Chupa Badal Mein
- Dharti Ka Veer Yodha Prithviraj Chauhan
- Ek Doosre Se Karte Hain Pyaar Hum
- Everest
- Ek Ghar Banaunga
- Ek Hasina Thi
- Ek Hazaaron Mein Meri Behna Hai| *Shital Hazaaron Mern Meri Hai
- Ek Nanad Ki Khushiyon Ki Chaabi...Meri Bhabhi
- Fox Kids
- Gharwali Uparwali Aur Sunny
- Golu Ke Goggles
- Hamari Devrani
- Hatim
- Hera Pheri
- India's Dancing SuperStar
- India's Raw Star
- Ishq Kills
- Iss Pyaar Ko Kya Naam Doon?
- Ji Mantriji
- Jo Jeeta Wohi Super Star
- Junior Masterchef Swaad Ke Ustaad
- Just Dance
- Kaali- Ek Agnipariksha
- Kaali – Ek Punar Avatar
- Kabhie Kabhie
- Kaho Na Yaar Hai
- Karishma Kaa Karishma
- Kashmeer
- Kaun Banega Crorepati
- Kehta Hai Dil
- Khichdi
- Khullja Sim Sim
- Kora Kagaz
- Kya Aap Paanchvi Pass Se Tez Hain?
- Kyun Hota Hai Pyarrr
- Lakhon Mein Ek
- Love U Zindagi
- Lucky
- Maayke Se Bandhi Dor
- Mahabharat
- Maryada: Lekin Kab Tak?
- Meri Mrs. Chanchala
- Mitwa
- Nach Baliye
- Nach Baliye Shriman v/s Shrimati
- Navya
- Pal Chhin
- Perfect Bride
- Pyaar Ka Dard Hai Meetha Meetha Pyaara Pyaara
- Pyaar Mein Twist
- Raja Ki Aayegi Baraat
- Ruk Jaana Nahin
- Saans
- Saarrthi
- Saboot
- Sabki Laadli Bebo
- Sacch Ka Saamna
- Sai Baba
- Sajan Ghar Jaana Hai
- Sajda Tere Pyaar Mein
- Sangam
- Sanjivani
- Santaan
- Sapna Babul Ka...Bidaai
- Sapnon Se Bhare Naina
- Saraswatichandra
- Sasural Genda Phool
- Satyamev Jayate
- Shagun
- Shaka Laka Boom Boom
- Shanti
- Shararat
- Shraddha
- Siski
- Son Pari
- Ssshhhh...Koi Hai
- STAR Bestsellers
- Star Vivaah
- STAR Voice of India
- STAR Voice of India 2
- Surabhi
- Survivor India
- Tanha
- Tere Liye
- Tere Mere Beach Mein
- Tere Mere Sapne
- Teri Meri Love Stories
- The Sword of Tipu Sultan
- Thodi Si Zameen Thoda Sa Aasmaan
- Tu Tu Main Main
- Wife Bina Life
- Yatra
- Zara Nachke Dikha
- Shital Kya Kehlata Hai